# Jochen Blaschke
Jochen Blaschke (* 1946 in Hamburg) ist ein deutscher Politikwissenschaftler, der zahlreiche Publikationen zu den Themen internationale Migration und Immigration in Deutschland veröffentlicht hat.
Blaschke studierte politische Wissenschaften an der FU Berlin, seit 1979 war er Gründer und Leiter des Berliner Instituts für Vergleichende Sozialforschung (BIVS) und des Europäischen Migrationszentrums (EMZ). Er koordinierte zugleich den Interdisziplinären Verbund für Migrationsforschung in Berlin. Das BIVS verfügte mit der Edition Parabolis über einen eigenen Verlag.

## Veröffentlichungen (Auswahl)
- (als Hrsg.): Perspektiven des Weltsystems : Materialien zu Immanuel Wallerstein, „Das moderne Weltsystem“ (eine Veröffentlichung des Berliner Instituts für Vergleichende Sozialforschung), Frankfurt am Main ; New York : Campus-Verlag 1983, ISBN 3-593-33181-0.
- (BIVS Hrsg.): Bruchstellen : Industrialisierung und Planung in der Dritten Welt (eine Veröffentlichung des Berliner Instituts für Vergleichende Sozialforschung), Frankfurt am Main : Syndikat 1981, ISBN 3-8108-0174-7.
- (Hrsg.) zusammen mit Kurt Greussing: „Dritte Welt“ in Europa : Probleme der Arbeitsimmigration, Frankfurt am Main : Syndikat 1980, ISBN 3-8108-0148-8.
- (Hrsg.): Handbuch der westeuropäischen Regionalbewegungen, Frankfurt am Main : Syndikat 1980, ISBN 3-8108-0149-6.
- Volk, Nation, interner Kolonialismus, Ethnizität : Konzepte zur politischen Soziologie regionalistischer Bewegungen in Westeuropa, Berlin: EXpress-Edition 1985 (zugleich Dissertation an der FU Berlin 1984), ISBN 3-88548-453-6.
- Jochen Blaschke, Martin van Bruinessen (Hrsg.):  Islam und Politik in der Türkei, Reihe Jahrbuch zur Geschichte und Gesellschaft des Vorderen und Mittleren Orients, Berlin: Express Edition, 1985